# 페아라
페아라(Pearà, 베로나 방언 용어, 문자 그대로 "후추")는 빵 부스러기, 쇠고기 및 암탉 육수, 쇠고기 골수 및 후추로 만든 전통적인 베로나 소스이다. 볼리토 미스토와 함께 독점적으로 제공되어 베로나와 그 주변 지역 고유의 전형적인 요리인 레소 에 페아라(Lesso e pearà, lesso는 볼리토의 베네치아어)를 만든다. 후추만 사용하는 닭 간으로 만든 소스인 페바라다와 구별한다.

## 재료 및 준비
페아라의 준비는 레소의 준비와 밀접하게 연결되어 있다. 육수는 쇠고기, 암탉, 허브(당근, 양파, 셀러리)를 끓여서 만든다. 완전한 레시피에는 송아지 머리와 소꼬리도 포함된다.
페아라는 길고 느린 요리가 필요하다. 열적 특성 때문에 전통적인 테라코타 화분이 선호된다. 먼저 빵 부스러기를 냄비에 녹인 골수와 버터에 섞는다. 그 후 끓는 뜨거운 스톡을 계속 저으면서 국자로 추가한다. 그런 다음 원하는 크리미하고 걸쭉한 질감을 얻을 때까지 냄비를 최소 2시간 동안 끓이다. 소스의 이름을 딴 풍부하고 갓 갈은 검은 후추는 요리가 끝날 때 추가된다. 일부 조리법에는 올리브 오일과 간 파마산 치즈도 추가된다.

## 역사
베로나 요리의 이 가난한 농민 요리의 기원은 알려져 있지 않다. 전설에 따르면 로스문다에게 힘을 되돌려 줄 음식이 필요했기 때문에 이를 발명한 것은 롬바르드의 왕 알보이노의 궁정 요리사였다. 그녀는 왕의 아내가 되도록 강요받았고 알보이노 자신이 전투에서 살해한 그녀의 아버지인 게피즈의 왕 쿠니몬도의 두개골로 만든 컵으로 술을 마시도록 강요받은 후 굶어 죽었다. 저명한 베로나 전문가 버전은 페아라의 기원이 단순함과 저렴함에서 찾을 수 있다고 이야기한다.